# Dabra Airport
Dabra Airport är en flygplats i Indonesien.   Den ligger i provinsen Papua, i den östra delen av landet, 3 500 km öster om huvudstaden Jakarta. Dabra Airport ligger 63 meter över havet.
Terrängen runt Dabra Airport är platt åt nordväst, men åt sydost är den kuperad.  Trakten runt Dabra Airport är nära nog obefolkad, med mindre än två invånare per kvadratkilometer. I omgivningarna runt Dabra Airport växer i huvudsak städsegrön lövskog.